# Fort de Roppe
Fort de Roppe, conosciuto anche come Fort Ney, era una fortezza inclusa nel sistema Séré de Rivières, un insieme di fortificazioni posto a protezione dei confini e delle coste francesi. Il forte, costruito tra il 1875 e il 1877, era situato nei pressi della città di Belfort - che costituiva un importante nodo stradale e ferroviario - e faceva parte integrante della piazzaforte di Belfort, un sistema di fortezze che costituiva la difesa di prima linea nell'area tra Épinal e Besançon.

## Descrizione e storia

Pianta

L'accesso alla struttura, situata in cima ad una collina nei pressi di Roppe, avveniva tramite un ponte levatoio posto in corrispondenza dell'ingresso principale.
La costruzione del forte prese l'avvio nel 1875 e continuò fino al 1877. Nel 1893 la struttura era ormai collegata con le altre installazioni militari attorno a Belfort tramite una ferrovia sotterranea, mentre un tunnel conduceva direttamente a Digione.
Durante la prima guerra mondiale, la struttura venne ampliata con lo scavo di 17 nuove gallerie.

## Galleria d'immagini

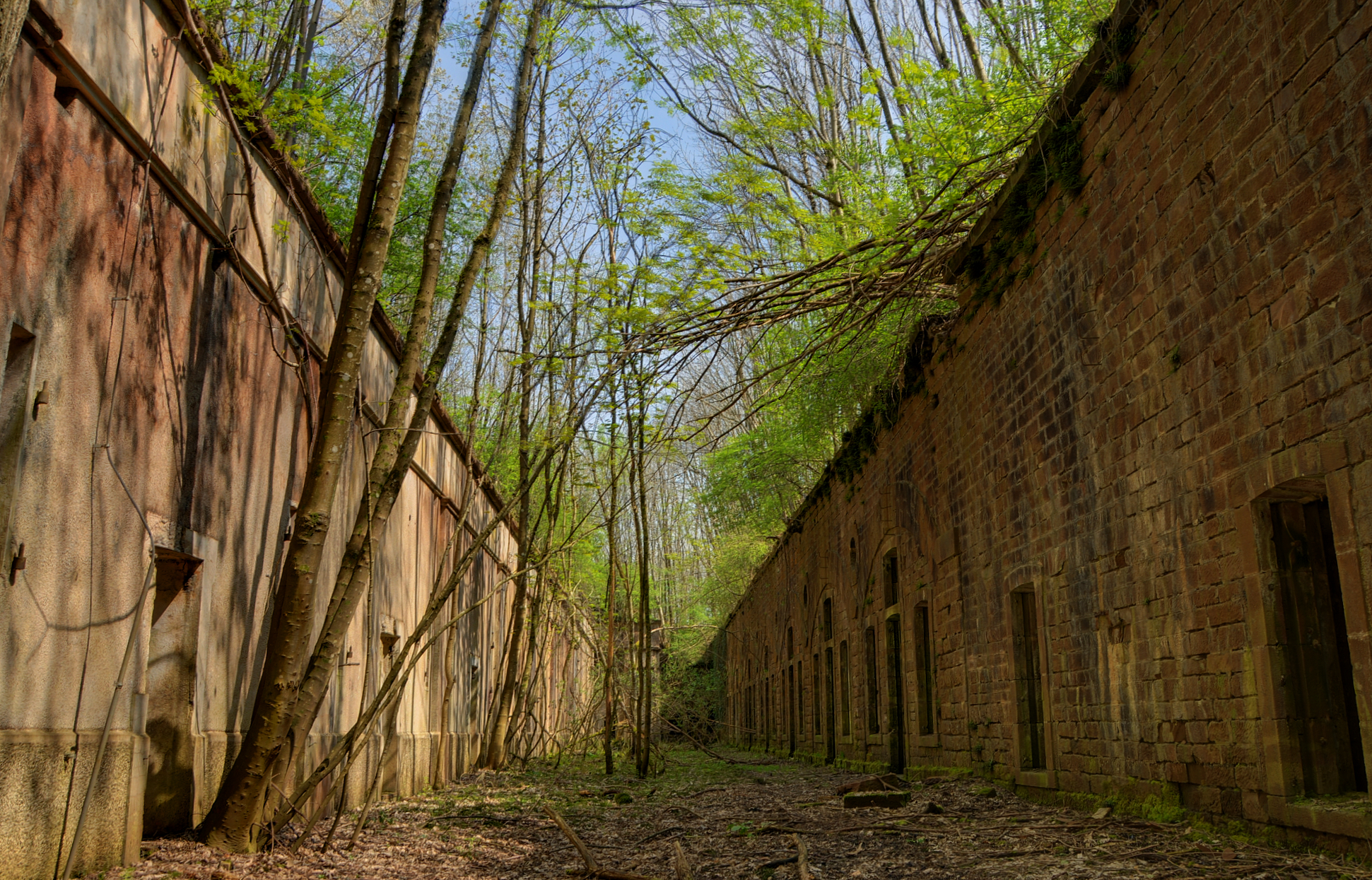
Il cortile interno
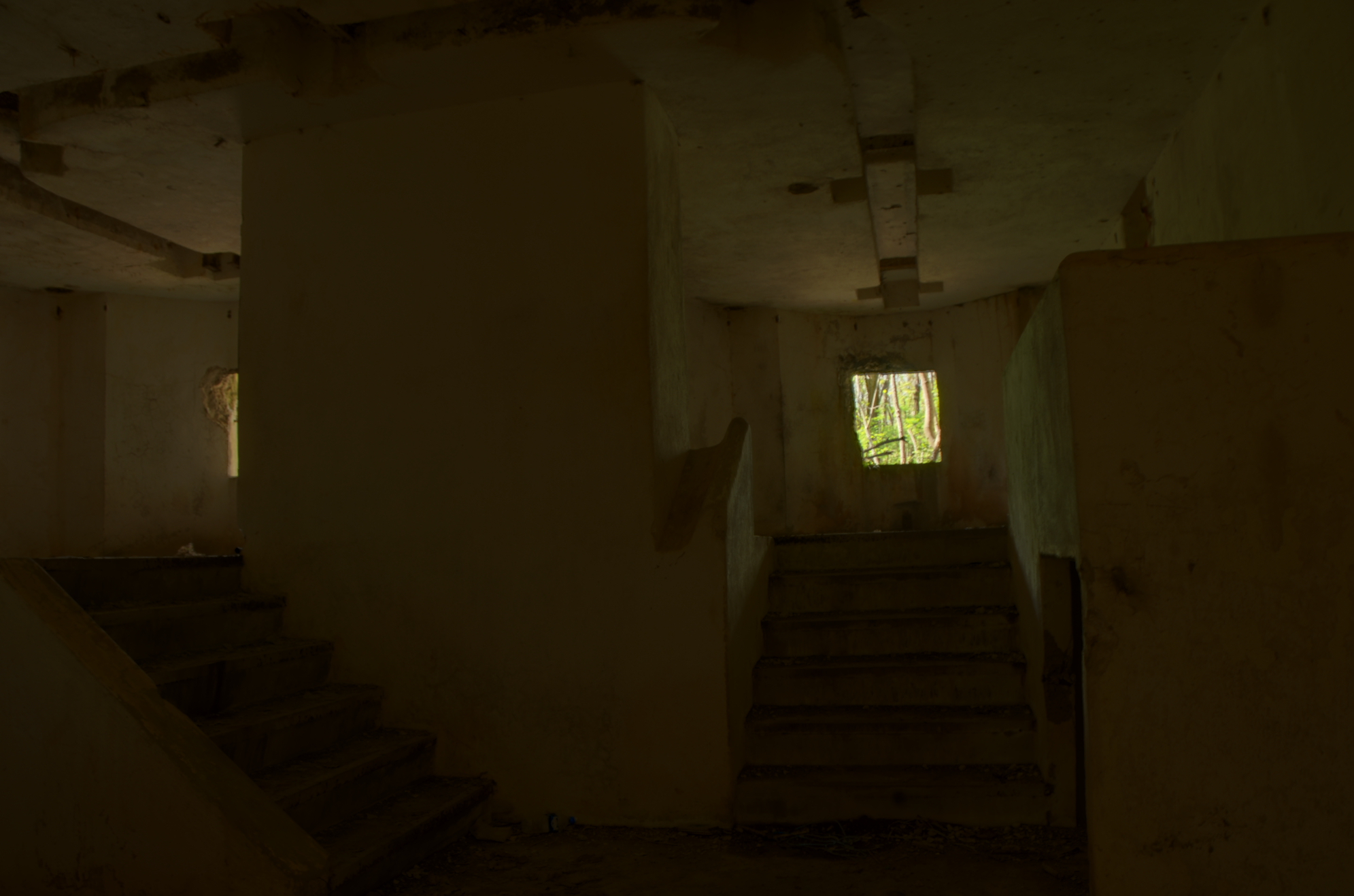
Vista dall'interno del bunker di Bourges
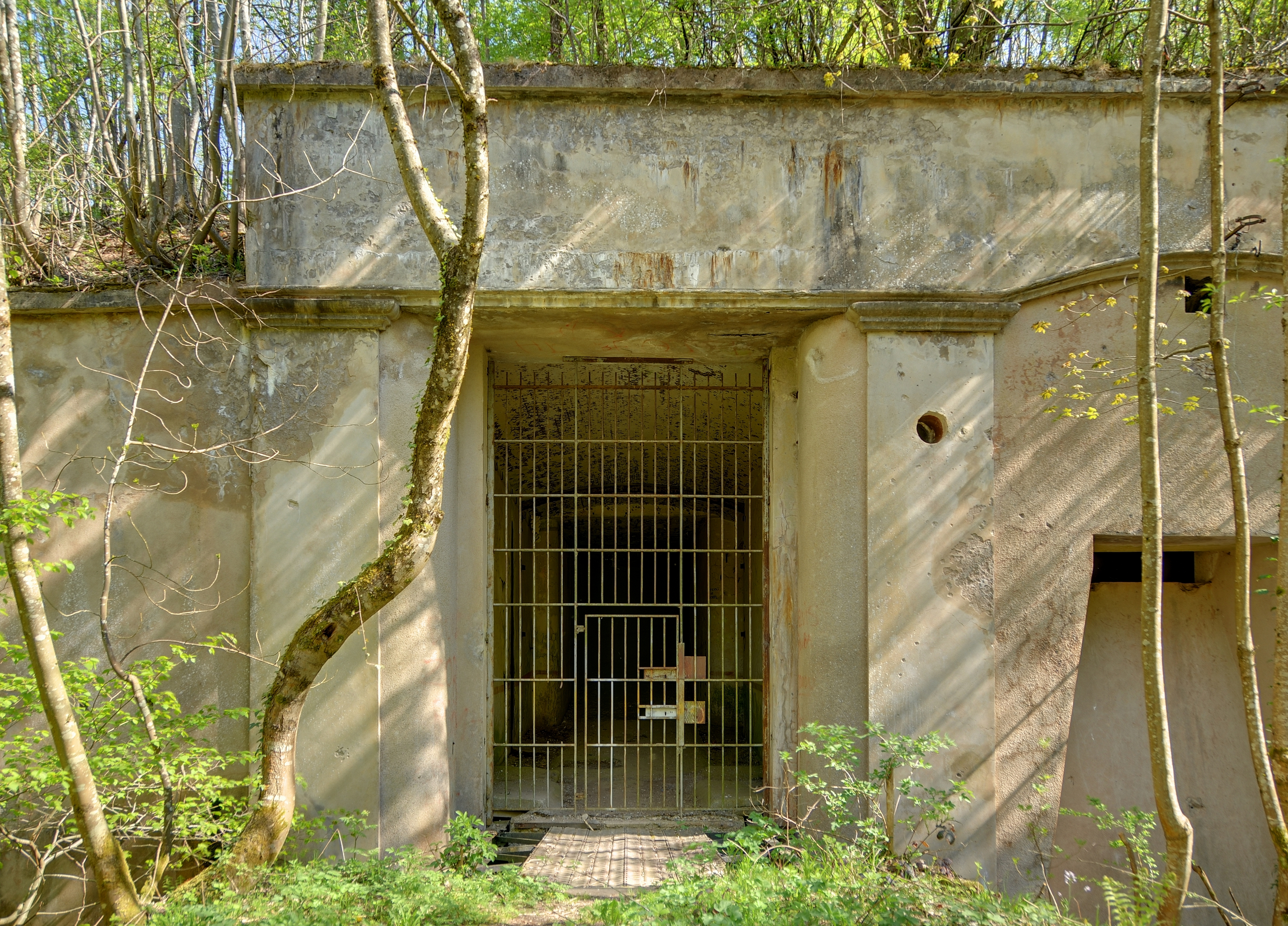
L'entrata
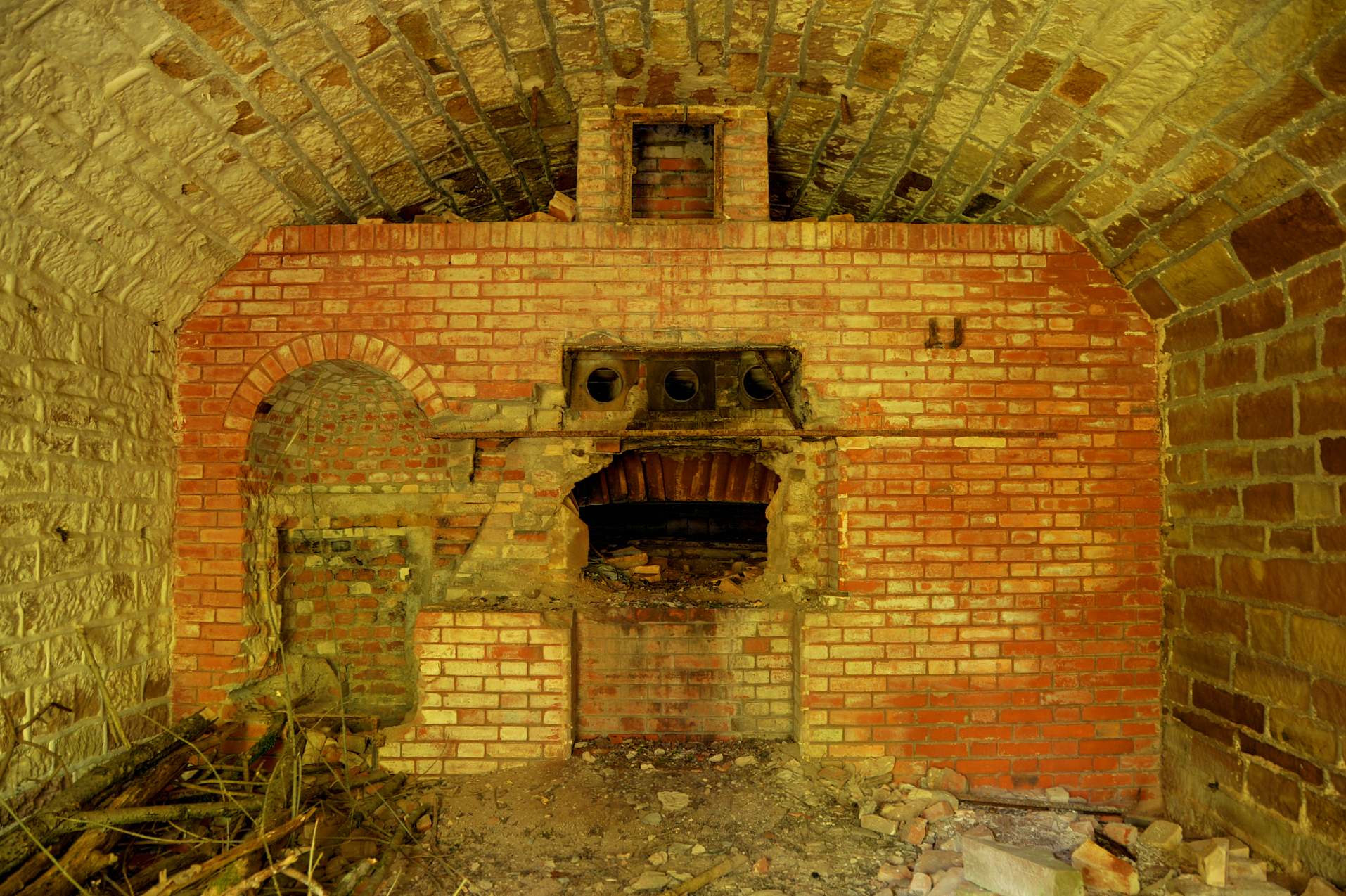
Il panificio